# Nogent-sur-Oise
Nogent-sur-Oise és un municipi francès, situat al departament de l'Oise i a la regió dels Alts de França. L'any 1999 tenia 19.151 habitants.

## Situació
Nogent-sur-Oise limita amb Creil, una de les ciutats més importants del sud de l'Oise.

## Administració
Nogent-sur-Oise forma part del cantó de Creil-Nogent-sur-Oise, que al seu torn forma part del districte de Senlis. L'alcalde de la ciutat és Claude Brunet (2001-2008).